# Palazzo Fortuny
Le Palazzo Fortuny (connu aussi comme Palazzo Pesaro degli Orfei) est situé dans le quartier San Marco à Venise.
Aujourd'hui musée, il porte le nom de son dernier propriétaire Mariano Fortuny y Madrazo.

## Histoire
Commencé dans la deuxième moitié du XVe siècle par Benedetto Pesaro, il fut agrandi et modifié au cours des siècles. À la mort du dernier héritier mâle de la famille Pesaro, le palais  fut partagé en deux propriétés et mis en location.  La société musicale Accademia Filarmonica degli Orfei fut un des locataires et le palais prit le nom de Palazzo Pesaro degli Orfei. Au XIXe siècle, le bâtiment fut divisé en appartements et abrita jusqu'à trois cent cinquante personnes de condition modeste. 
Le bâtiment était en piètre état quand, en 1898, Mariano Fortuny loua au dernier étage une immense salle dont la lumière l'avait séduit. Il acquit les autres étages au fur et à mesure des départs de leurs occupants. Fortuny et Henriette Negrin, sa femme, y installèrent leurs ateliers d'artistes (tissus, teintures, photographie, peinture), puis en firent leur demeure et consacrèrent une partie de leurs ressources à la restauration de tout l'édifice.
Le palais fut donné à la ville de Venise, qui en prit pleine possession en 1965 à la mort d'Henriette Negrin, pour en faire un centre culturel consacré à l'art. Le Musée Fortuny, ouvert en 1975, abrite à la fois les meubles, objets personnels et collections privées légués par le couple Fortuny, et des expositions temporaires.

## Description
Le Palais Fortuny est un des plus grands palais de Venise et a la particularité d'être le seul grand palais à ne pas avoir de façade sur le Grand Canal. Une de ses façades donne sur un canal secondaire, le Rio de Ca' Michiel.
Sa façade principale (dont les travaux de restauration par la ville se terminèrent en 2013), domine le Campo San Beneto et est considérée comme un des plus beaux exemples de l'architecture gothique vénitienne par sa taille et sa complexité, en partie en raison des deux séries de fenêtres à sept baies à l'étage noble ouvrant sur la place.

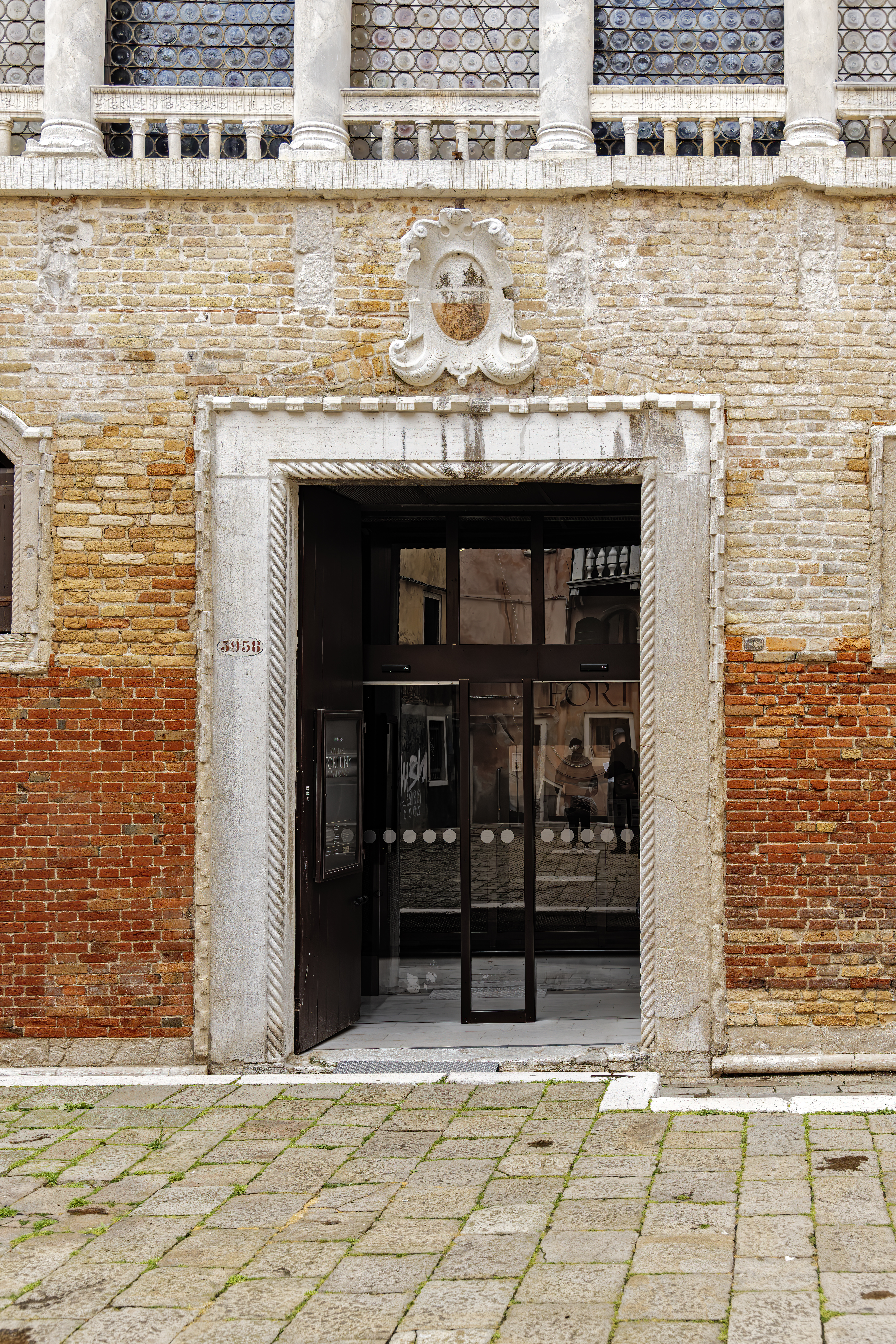
L'entrée principale.
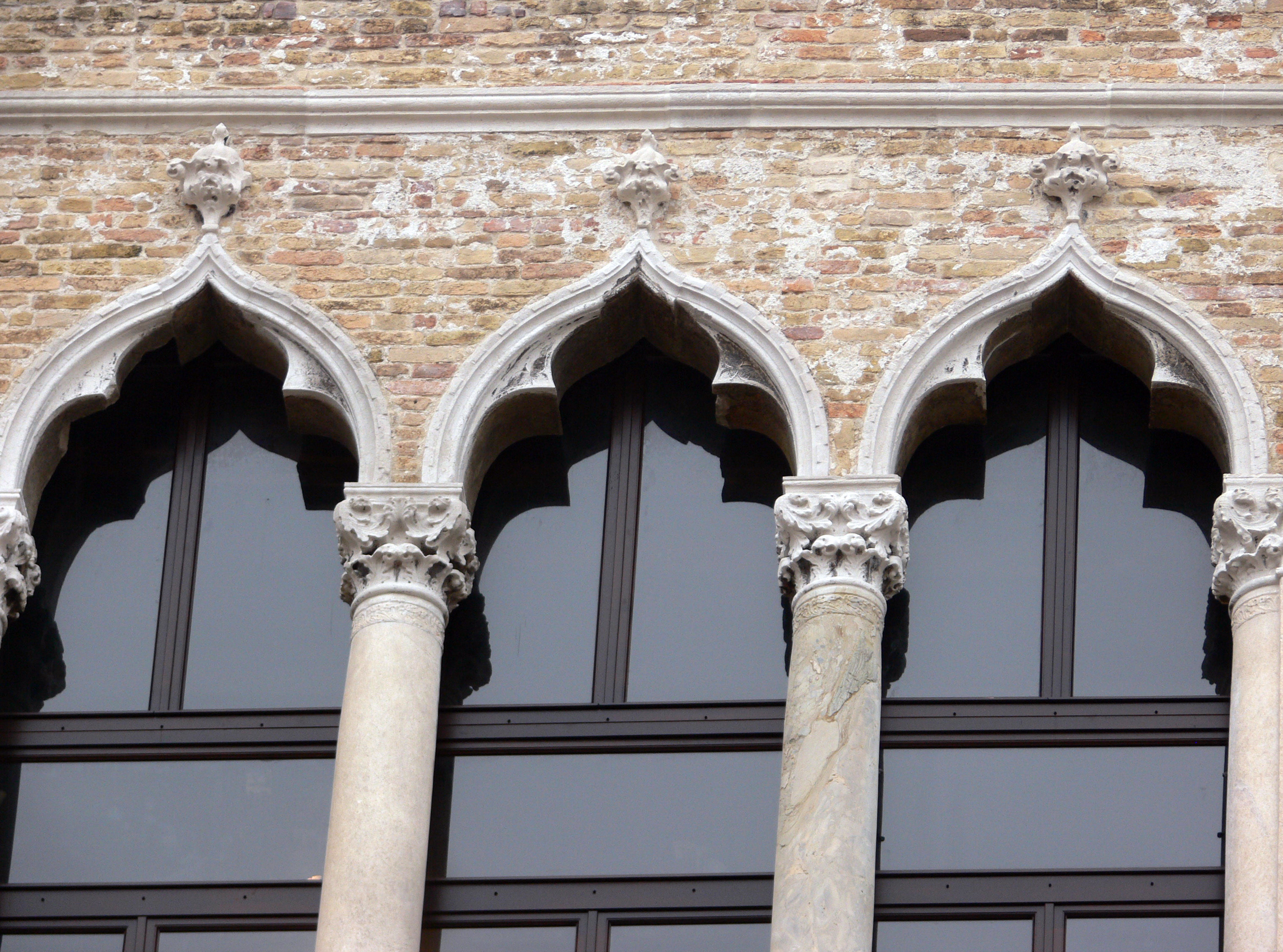
Trois des fenêtres.
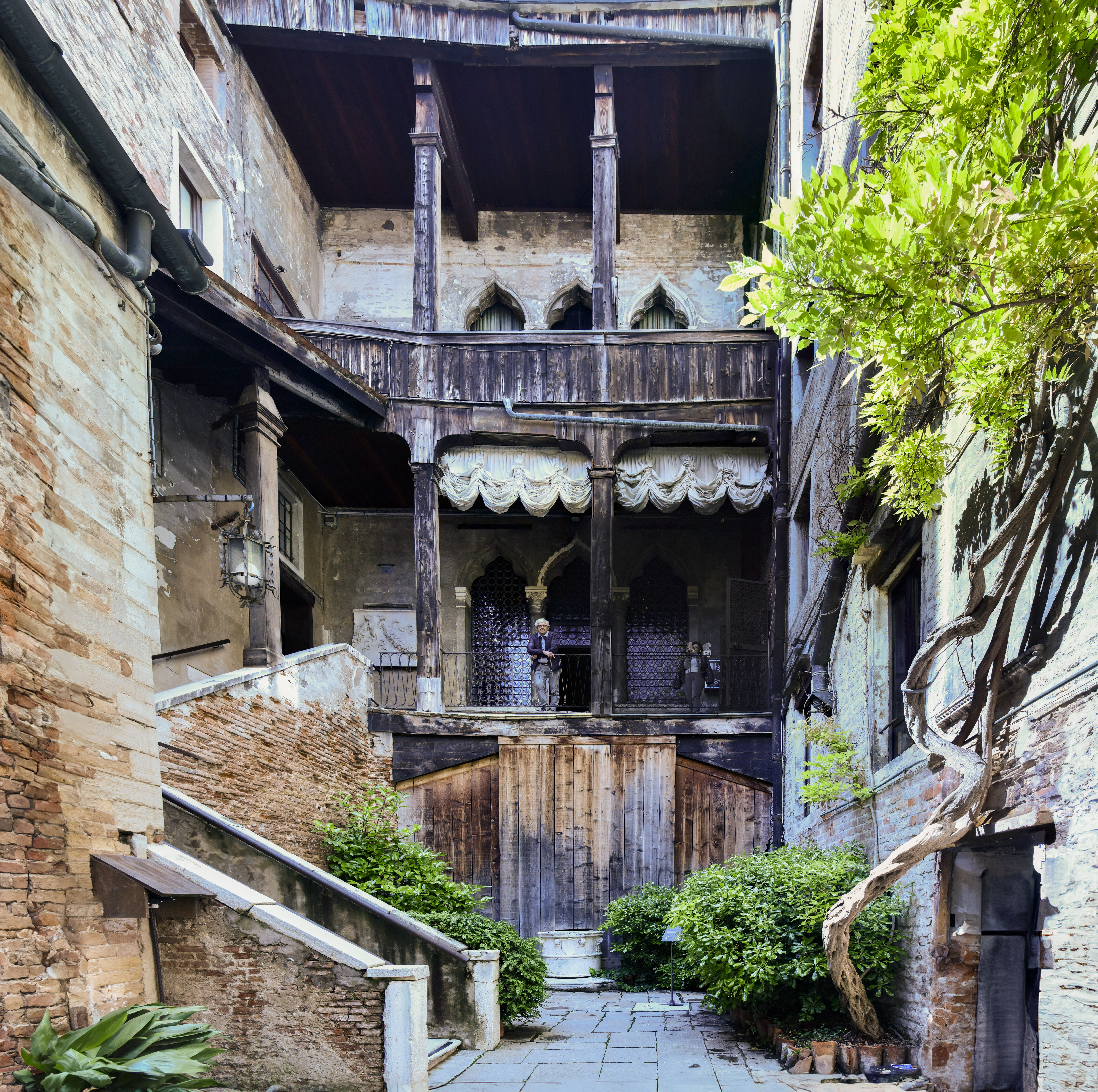
Cour intérieure
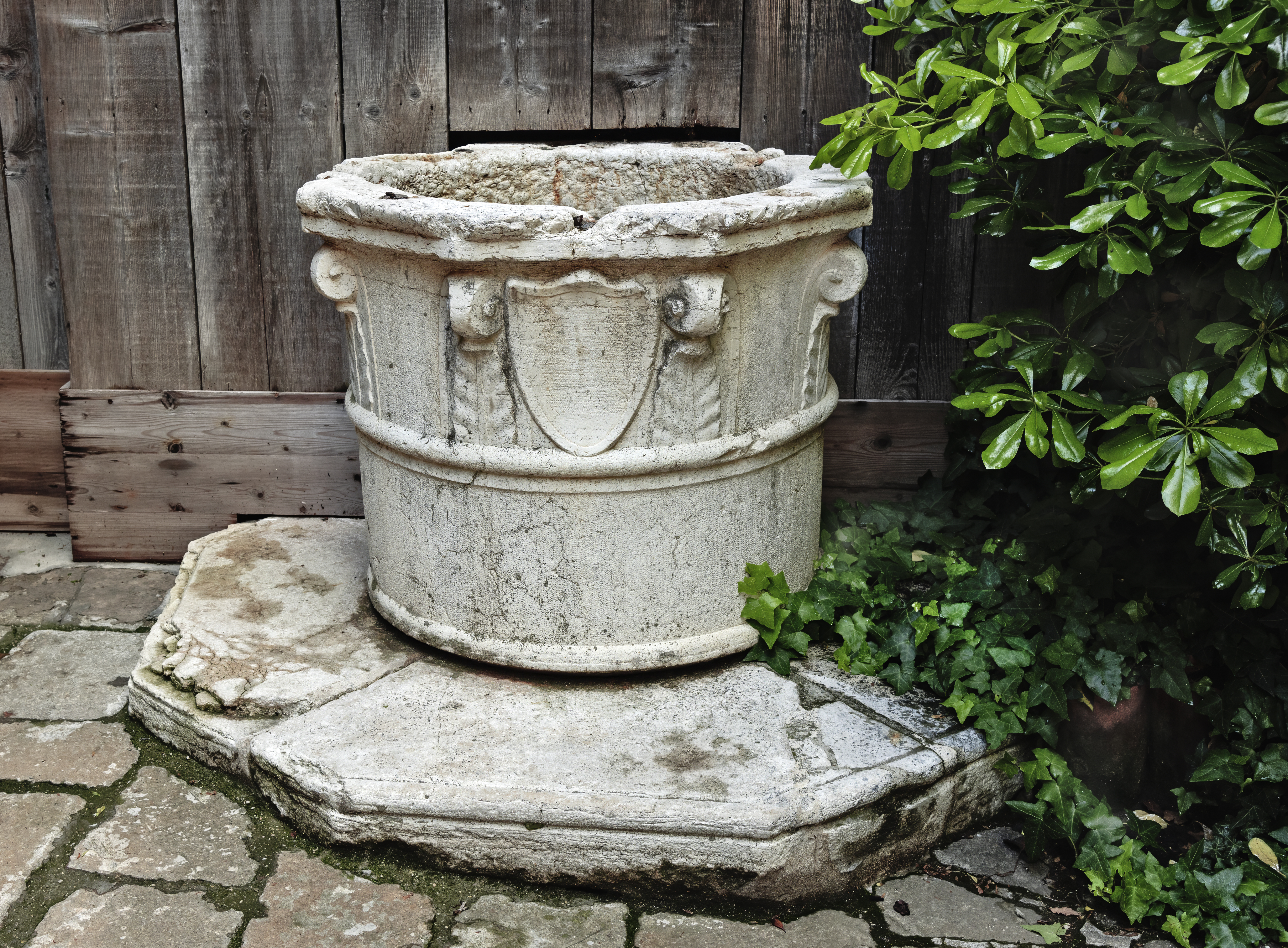
Le puits dans l'arrière-cours.
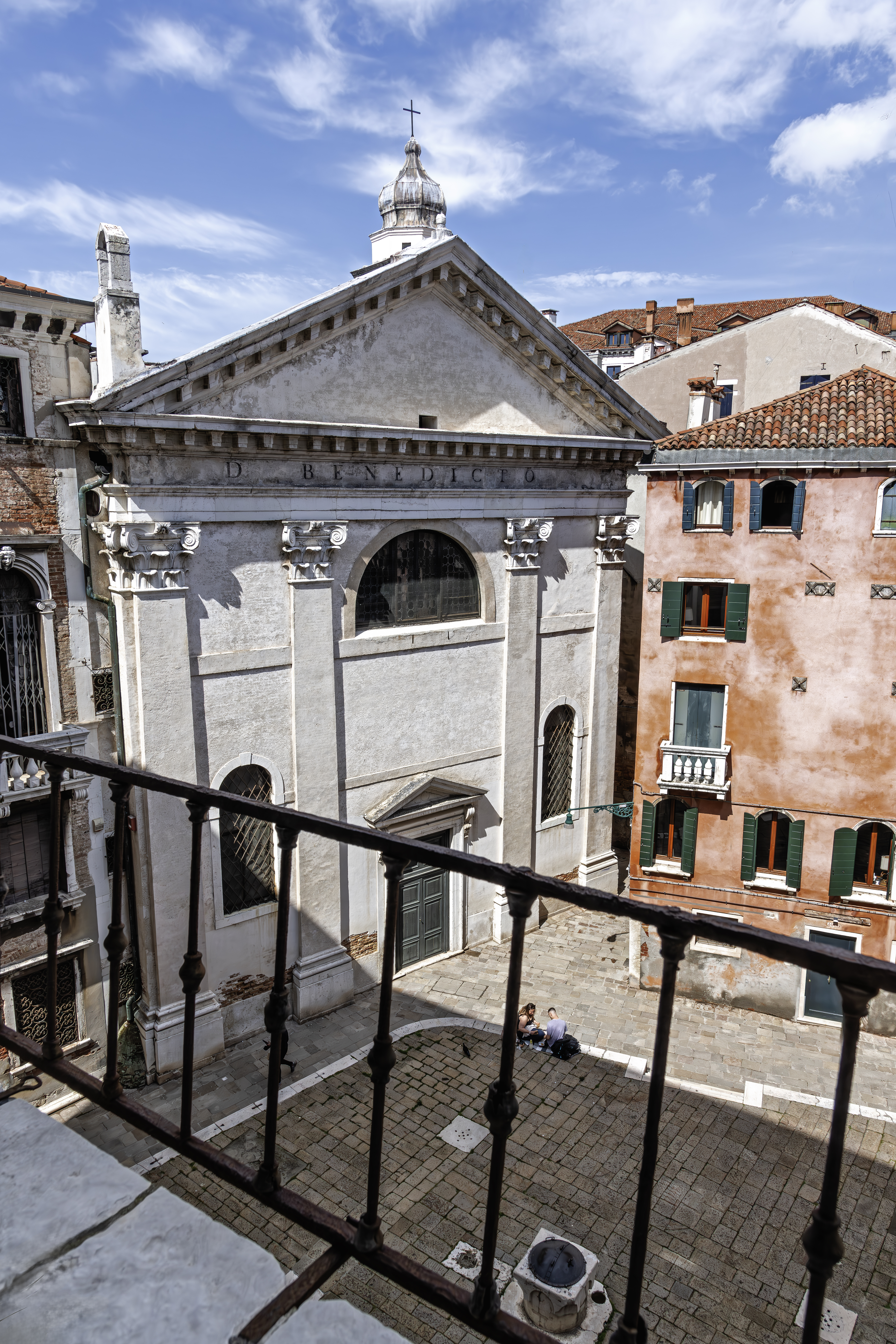
Campo San Beneto vu du dernier étage du Palais Fortuny